# Ingarö församling
Ingarö församling var en församling i Stockholms stift och i Värmdö kommun i Stockholms län. Församlingen uppgick 2010 i Gustavsberg-Ingarö församling.

## Administrativ historik
Församlingen bildades 1792 genom en utbrytning ur Värmdö församling.
Församlingen var till 1869 annexförsamling i pastoratet Värmdö, Södra Ljusterö, Boo, Möja, Djurö och Ingarö. Från 1869 till 1 maj 1902 annexförsamling i pastoratet Vämdö, Boo, Djurö och Möja som från 1902 även omfattade Gustavsbergs församling. Från 1 maj 1902 till 2010 annexförsamling i pastoratet Gustavsberg och Ingarö som till maj 1923 även omfattade Boo församling. Församlingen uppgick 2010 i Gustavsberg-Ingarö församling.

## Kyrkor
- Ingarö kyrka